# 馬泰奧·錢皮
馬泰奧·錢皮（義大利語：Matteo Ciampi，1996年11月3日—）是義大利的一位游泳運動員。他在2018年歐洲游泳錦標賽上獲得了銅牌。他也參加了2020東京奧運男子4×200米自由泳接力比賽。